# Čarobni školski autobus
Čarobni školski autobus (engl. The Magic School Bus) je američka crtana serija koja je pravljena po istoimenoj knjizi.
Crtana serija je odlična kombinacija zabave, humora i edukacije. Jedna je od omiljenih dječjih crtanih serija svih vremena.
Seriju je producirao TVOntario, Bardel Entertainment, Nelvana Limited, South Carolina ETV, Scholastic Entertainment i PBS. Čarobni školski autobus ima 4 sezone. Sve sezone imaju po 13 epizoda. Napravljena je i jedna special epizoda. Prosječno trajanje episode je 30 minuta. Epizode su prikazivane od 10. Septembra 1994. do 6. Decembra 1997. godine na američkom TV kanalu PBS (Public Broadcasting Service). U Srbiji je crtana serija emitovana na TV kanalima BK, Kanal D i Minimaks.

## O seriji
Crtana serija Čarobni školski autobus govori o odjeljenju iz Osnovne škole “Voker” i o njihovoj razrednoj i nastavnici Valeriji Frizl. Da bi đaci što bolje shvatili ono o čemu uče, nastavnica ih vodi na čarobne i uzbudljive izlete njenim autobusom. Sobzirom da je autobus čaroban I da može da se smanji, poveća, pretvori u leptira, pretvori đake u slijepog miša... đacima nikad nije dosadno. Uvijek saznaju nešto novo, (skoro) svi se divno zabavljaju... Zbog toga je njihovo odjeljenje uvijek najbolje.
Zanimljiv je koncept crtanog. Na kraju svake epizode predstavljaju animirane producente ili likove iz crtanog kako odgovaraju na pitanja gledalaca. To čini crtani (što se tiče koncepta) različitim od ostalih.
Vjerovatno je jedan od razloga što djeca vole ovu crtanu seriju taj što su sve epizode specifične i događaji ne liče na događaje iz drugih crtanih. Takođe, rijetko gdje ima da se serija posveti cijelom odjeljenju jedne škole. U svakoj epizodi svi učenici dolaze do izražaja, ali se priča vrti obično oko jednog.

## Proizvodnja i emitovanje
Čarobni školski autobus je 1994. godine napravljen od strane Bardel Entertainment (Kanada), Nelvane (Kanada) i Scholastic Studios (SAD). Premijerno je prikazivan 10. Septembra 1994. godine. Svaka epizoda traje oko 30 minuta. U Sjedinjenim Američkim Državama je crtana serija prvobitno emitovana na TV kanalu PBS. Poslednja epizoda je prikazana 6. Decembra 1997. godine, kada je zaustavljena proizvodnja.
Originalni naslov pjesme kojom započinje crtani je “Ride on the Magic School Bus“ (Vožnja čarobnim školskim autobusom). Tekst pjesme je napisao Peter Lurye, a pjesmu je otpjevao Little Richard.
Scenario su pisali Brian Muehl i Jocelyn Stevenson.

## Likovi
Nešto o svim likovima iz crtane serije Čarobni školski autobus.

### Glavni Likovi
Nešto o Glavnim likovima crtane serije Čarobni školski autobus. To su nastavnica, Liz, autobus i đaci.

#### Valerija Frizl
Valerija Frizl je nastavnica u Osnovnoj školi “Voker”. Đaci je ponek zovu “Friz”. Ona ima crvenu kosu i oblači se u skladu sa gradivom koje obrađuje sa đacima u školi (npr. Ako uče o mravima – ona obuče haljinu sa naslikanim mravima). Takođe nosi minđuše u skladu sa gradivom. Kada njena minđuša zasija, to znači da idu na izlet. Voli da pjeva i surfuje. Ona je neustrašiva osoba i ostaje smirena čak i kada je cijelo odjeljenje u opasnosti. Veoma je vezana za autobus. Njeno ime Valerija se otkriva u epizodi “Čaroban Školski Autobus u doba Dinosaurusa”.

#### Liz
Liz je gušter i Valerijin ljubimac. Stalno ide sa razredom na izlete. Jedan je od najvećih izvora smijeha u seriji. Često je ljubomorna na autobus kad mu se poklanja više pažnje nego njoj. Liz radi mnoge stvari koje gušteri u stvarnom životu ne rade kao što je vožnja autobusa. Gospođa Frizl često daje Liz zaduženja, pa ona dođe nešto kao zamjena nastavnice

#### Autobus
Školski Autobus je u stvari autobus gospođe Frizl i ona njim upravlja. Ponekad autobus upravlja sam sa sobom ili Liz njim upravlja, ali, to je rijetkost. Autobus je čaroban. On može da se pretvori u: avion, brod, šleper, kamion, helikopter, svemirski brod... Takođe može da se pretvori u neka živa bića kao što su: žaba, leptir, slijepi miš... a čak može da đake pretvara u druga živa bića. Pored svega toga, autobus može da se smanji ili poveća. Zanimljiva su imena djelova autobusa. Npr. Dio koji omogućava autobusu da se pretvara u druge stvari se zove “Mezmerglober”, dio koji smanjuje autobus se zove “Smanjivač” a dio koji smanjuje druge se zove “Porto-smanjivač”.

#### Arnold Matej Perlstejn
Arnold je jedini učenik gospođe Frizl koji ne voli izlete autobusom, a najviše mrzi smanjivanje. Ako nastavnica zamoli da neko ostane u školi, Arnold se prvi javlja. Iako ne voli izlete gospođe Frizl, on nju voli pa ju je u nekoliko navrata branio (npr. U prvoj epizodi govori mnogo lijepih riječi o njoj, dok njegova rođaka pokušava da ga ubijedi da je njena nastavnica bolja).

#### Karlos Ramon
Karlos je veseo i veoma nemiran đak. Voli da se igra riječima, priča viceve... Ne voli da uči ali voli da izmišlja neke nove stvari kao što su muzički instrumenti, hvatač kiše... Kad ispriča neki glup vic odjeljenje obično vikne “Karlose!!!” na sav glas. Karlos mnogo voli da igra fudbal.

#### Doroti En
Doroti je odjeljenski “knjiški moljac”. Stalno traži neke činjenice iz njenih knjiga. Doroti ima plavu kosu, nosi ljubičasti džemper i mini-suknjicu. Sa sobom nosi torbicu sa knjigama iz kojih istražuje. Doroti En voli astronimiju. Ima svoj teleskop i voli da gleda u zvijezde. Takođe mnogo voli fiziku. Njeno prezime se ne spominje ni u knjizi, ni u seriji.

#### Kejša Frenklin
Kejša je najviša učenica u seriji. Ona ima loknastu kosu svezanu u konjski rep. Ona je najveći pesimista u odjeljenju. Stalno misli da će se desiti nešto loše. Najčešće se svađa sa Ralfijem jer imaju različita mišljenja i stavove. Jedina je koja učestvuje u svim izletima

#### Fibi Teriz
Fibi je učenica koja se prepisala iz druge škole. Stalno se prisjeća kako joj je bilo u staroj školi. Ona mnogo voli životinje i pokušava na sve načine da ih zaštiti. Jednom je nagovorila nastavnicu da odu u pustinju. Fibin otac je slijep. Njeno prezime se ne pominje ni u knjizi ni u seriji.

#### Ralfi Teneli
Ralfi mnogo voli sve sportove. Na času ne prati baš najbolje nastvu. Stalno mašta o nečemu. On nosi kapu za bejzbol, zelenu majcu sa crvenim slovom R. On igra dosta sportova (fudbal, košarka, hokej i bejzbol su njegovi omiljeni).

#### Tim Džamal
Tim je najmirniji student u odjeljenju. Voli da crta razne stvari. Njegov deda je vlasnik farme pčela. O Timu se saznaje najmanje od svih u crtanom. Kao i Fibino i Dorotino, tako se ni njegovo prezime ne spominje ni u knjizi, ni u seriji.

#### Vanda Li
Vanda je muškobanjasta djevojčica. Njene omiljene boje su crvena i roza. Mnogo voli avanture. Uvijek je spremna za izlete. Uprkos tome što je muškobanjasta, ona voli balet. Kao i Ralfi, ona obožava sport. Iako je često gruba, ona ipak brine o svojim prijateljima i voli ih. U nekim kasnijim knjigama Vandi je dato prezime Čen, iako je u ranijim knjigama i seriji njoj dato prezime Li.

#### Dženet Perlstein
Dženet je Arnoldova rođaka. Veoma je tvrdoglava, hvalisava, al ii inteligentna. Ona veoma liči na Arnolda i oblači se slično. Ona se pojavljuje u prvoj epizodi crtane serije gdje pokušava da na zemlju ponese nešto sa svih planeta Sunčevog sistema.

### Sporedni likovi
Profesorka Kornelija K. Kontralto II
Profesorka Kornelija K. Kontralto II je kao i njenja prabaka ekspert za muziku i vibracije. Profesork je pomogla u jednoj epizodi Karlosu da napravi savršen muzički instrument za priredbu.
Majki Ramon
Majki Ramon je Karlosov mlađi brat. Nepokretan je ali mu to nije smetalo da postane kompjuterski genije. Karlos ga poziva u pomoć kad je neka frka sa nečim mahaničkim.
Gospodin Rahl
Gospodin Rahl je direktor Osnovne škole “Voker”.
Doktorka Teneli
Doktorka Teneli je Ralfijeva mama. Ona je pedijatar.
Radijus ULNA Humerus
Radijus je mehaničar i dobar prijatelj gospođe Frizl. On popravlja školski autobus. Valerija voli da mu daje nadimke kao što su Zavrtanj. Pomogao je u jednoj epizodi Ralfiju da napravi robota.
Gospođa Li
Gospođa Li je Vandina majka.
Gospođa Frenklin
Gospođa Frenklin je Kejšina baka.
Gospodin Ramon
Gospodin Ramon je Karlosov otac. On liči na Karlosa i voli da zbija šale. Kada ispriča neki glup vic ostali roditelji viknu “GOSPODINE RAMONE!!!” baš kao što je slučaj sa Karlosom.
Gospodin i gospođa Perlstein
Gospodin i gospođa Perlstein su Arnoldovi roditelji. Oni ne vole izlete, baš kao i Arnold.

## Citati
Neke rečenice koje su često izgovarane ili koje su upečatljive.
Arnold:  Bolje da sam danas ostao kod kuće! 

### Fraze
Neke često izgovarane rečenice

#### Valerija Frizl
- "Istražujte, pravite greške, pravite nered!"
- "Autobuse, radi šta znaš!"
- "U autobus!"
- "Kao što ja uvijek kažem..."
- "Juhuuuuuu!"
- "Udri, Liz!"
- "Nikad ne reci nikad!"
- "Odlično zapažanje, razrede!"

#### Odjeljenje
- "Znao sam da je trebalo danas da ostanem kod kuće!" - Arnold Perlstein
- "Prema mojim istraživanjima..." - Doroti En
- "Ovo ne valja! Ovo ne valja! Ovo ne valja, ne valja, ne valja!!!" - Kejša Frenklin
- "Potražimo činjenice!" - Kejša Frenklin
- "U mojoj staroj školi..." - Fibi Teriz
- "Mislim da će mi biti muka!" - Ralfi Teneli
- "Šta ćemo da radimo!? Šta ćemo da radimo!? Šta ćemo da radimo!!!?" - Vanda Li
- "Hajde, slabići!" - Vanda Li
- "Dokaži!" - Dženet Perlstein
- "KARLOSE!" - odjeljenje

### Upečatljive rečenice
- "Molim vas, recite mi da će ovo biti normalan izlet!" - Arnold Perlstein
- "Vanda, mislim da je danas trebalo da ostaneš kod kuće!" - Arnold Perlstein

## Epizode

#### Sezona 1
Sezona 1 ima 13 epizoda. One su prvi put emitovane od 10. septembra 1994. do 3. decembra 1994. godine.
Spisak epizoda:
| #  | Naslov                                           |
| -- | ------------------------------------------------ |
| 1  | Čarobni školski autobus izgubljen u svemiru      |
| 2  | Čarobni školski autobus za ručak                 |
| 3  | Čarobni školski autobus u Ralfiju                |
| 4  | Čarobni školski autobus je pojeden               |
| 5  | Čarobni školski autobus odlazi kući              |
| 6  | Čarobni školski autobus upoznaje trulo drvo      |
| 7  | Čarobni školski autobus u pustinji               |
| 8  | Čarobni školski autobus u ukletoj kući           |
| 9  | Čarobni školski autobus priprema, pozor, mijesi! |
| 10 | Čarobni školski autobus igra lopte               |
| 11 | Čarobni školski autobus ide da sadi              |
| 12 | Čarobni školski autobus ima mrave u pantalonama  |
| 13 | Čarobni školski autobus razbija grmljavinu       |

#### Sezona 2
Sezona 2 ima 13 epizoda. Prvi put su emitovane od 9. septembra 1995. do 2. decembra 1995. godine.
Spisak epizoda:
| #  | Naslov                                        |
| -- | --------------------------------------------- |
| 1  | Čarobni školski autobus otkriva ostrvo        |
| 2  | Čarobni školski autobus i mišići              |
| 3  | Čarobni školski autobus u vrijeme dinosaurusa |
| 4  | Čarobni školski autobus se povampiruje        |
| 5  | Leptiri i močvarno čudovište                  |
| 6  | Čarobni školski autobus kvasi sve             |
| 7  | Čarobni školski autobus u krastavčiću         |
| 8  | Čarobni školski autobus se popravlja          |
| 9  | Čarobni školski autobus leti                  |
| 10 | Čarobni školski autobus stvara energiju       |
| 11 | Čarobni školski autobus izvan svijeta         |
| 12 | Hladna stopala                                |
| 13 | Čarobni školski autobus ide gore i dolje      |

#### Sezona 3
Sezona 3 ima 13 epizoda. Prvi put su emitovane od 14. septembra 1996. do 25. decembra 1996. godine.
Spisak epizoda:
| #  | Naslov                                        |
| -- | --------------------------------------------- |
| 1  | Čarobni školski autobus u košnici             |
| 2  | Čarobni školski autobus na Arktiku            |
| 3  | Čarobni školski autobus plete mrežu           |
| 4  | Čarobni školski autobus u izgradnji           |
| 5  | Čarobni školski autobus dobija sjajnu ideju   |
| 6  | Čarobni školski autobus emisije i priče       |
| 7  | Čarobni školski autobus pravi dugu            |
| 8  | Čarobni školski autobus ide gore              |
| 9  | Čarobni školski autobus uspijeva              |
| 10 | Čarobni školski autobus se pretvara u biljku  |
| 11 | Čarobni školski autobus u kišnim šumama       |
| 12 | Čarobni školski autobus i kotrljajuće kamenje |
| 13 | Čarobni školski autobus Božićni specijal      |

#### Sezona 4
Sezona 4 ima 13 epizoda. Prvi put su emitovane od 13. septembra 1997. do 6. decembra 1997. godine.
Spisak epizoda:
| #  | Naslov                                     |
| -- | ------------------------------------------ |
| 1  | Čarobni školski autobus upoznaje Moli Kjul |
| 2  | Čarobni školski autobus razbija jaja       |
| 3  | Čarobni školski autobus ide na plažu       |
| 4  | Čarobni školski autobus ide na vazduh      |
| 5  | Preplavljen                                |
| 6  | Čarobni školski autobus i ćelije           |
| 7  | Čarobni školski autobus gleda zvijezde     |
| 8  | Čarobni školski autobus se ugojio          |
| 9  | Čarobni školski autobus pravi smrad        |
| 10 | Čarobni školski autobus naplaćuje          |
| 11 | Čarobni školski autobus dobija programe    |
| 12 | Čarobni školski autobus u gradu            |
| 13 | Čarobni školski autobus roni               |